# Sergej Timofějev
Sergej Vasiljevič Timofějev (28. března 1970 Moskva – 21. listopadu 1997 Ljubercy) byl ruský fotbalový záložník.

## Fotbalová kariéra
Hrál za Spartak Moskva, CSKA Moskva, DAC Dunajská Streda (debut 25. května 1991 - 1 zápas, 74 minut), FC Augsburg, FC Torpedo Moskva, Lokomotiv Nižni Novgorod, Spartak Orekhovo a FC Alania Vladikavkaz. V Poháru UEFA nastoupil ve 2 utkáních.